# Biblioteca comunale dell'Archiginnasio
La Biblioteca comunale dell'Archiginnasio è una biblioteca di Bologna, che ha sede presso il palazzo dell'Archiginnasio.
È la più grande biblioteca dell'Emilia-Romagna e conserva importanti testi delle discipline storiche, filosofiche, politiche, letterarie, artistiche, biografiche e bibliografiche ed una sezione dedicata alla cultura bolognese; raccoglie circa 35 000 manoscritti ed incunaboli.

## Storia
La biblioteca venne fondata nel 1801 presso il convento di San Domenico per raccogliere il patrimonio librario degli ordini religiosi soppressi da Napoleone.
Nel 1838 venne trasferita nell'attuale sede, nel palazzo dell'Archiginnasio, dove fu organizzata da Luigi Frati, direttore dal 1858 al 1902.
Suo successore - dopo la reggenza ad interim di Gaspare Ungarelli - fu Albano Sorbelli, che la diresse dal 1904 al 1943.
L'incremento delle raccolte fu dovuto non solo ad acquisti, ma anche a donazioni da parte di illustri personalità e di studiosi bolognesi d'elezione, come il cardinal Giuseppe Mezzofanti, Matteo Venturoli, Antonio Muñoz, Giovanni Gozzadini, Marco Minghetti, Teodorico Landoni, Severino Ferrari, Giovanni Pascoli, Carlo Alberto Pizzardi, Alberto Dallolio, Pietro Giacomo Rusconi, Aldobrandino Malvezzi de' Medici, Giovanni Venturini, Leone Bolaffio, Giovanni Boeris, Oreste Trebbi, il già ricordato Albano Sorbelli, Gaetano Bussolari, Alessandro Cervellati, Cincinnato Baruzzi, Antonio Gandolfi, Antonio Baldacci, Enrico Frati, Antonio Cappelli, Maria Sara Goretti, Federico Ravagli, Pietro Bubani, Jacob Moleschott, Luigi Serra, Laura Bassi, Aurelio Saffi, Riccardo Bacchelli, Pelagio Palagi, Alessio Arena.
Tra gli ultimi rilevanti lasciti figura anche quello di Luciano Anceschi, giunto nel 1991, e costituito dai quasi 27 000 volumi della libreria personale del critico e docente, dai circa 3 000 stampati e da un ricchissimo epistolario di 17 668 lettere.
La biblioteca produce il periodico L'Archiginnasio. Bollettino della Biblioteca comunale di Bologna, con indice cronologico e per autore dal 1967.

## Patrimonio
La biblioteca dispone di circa 850 000 volumi ed opuscoli, circa 2 500 incunaboli, circa 15 000 cinquecentine e circa 120 000 libri antichi (fino al 1830). La sezione periodici comprende 7 500 testate, di cui oltre 1 300 in corso.
Tra gli incunaboli figurano alcuni esemplari unici, come la Mascalcia di Agostino Columbre (Napoli, F. Del Tuppo, 1490), le Favole d'Esopo (Bologna, Ercole Nani, 1494), l'Infancia del Salvador di Bernardo de Caravaca (s.l., ma Burgos, Giovanni da Burgos, c. 1495).
In questo patrimonio rientrano anche i manoscritti, divisi in quattro fondi:
- "Manoscritti A" (3 000 unità di vario genere non riguardanti Bologna)
- "Manoscritti B" (5 000 unità riguardanti specificamente la storia, la cultura e la vita bolognese)
- "Manoscritti Gozzadini" (445 unità facenti parte del lascito del già citato conte e senatore Giovanni Gozzadini)
- "Fondi speciali" (circa 5 500 unità archivistiche tra documenti, carteggi e collezioni particolari sempre riguardanti la città).[1]